# Comic Book Guy
Jeff Albertson, beter bekend als Comic Book Guy, is een personage uit de animatieserie The Simpsons. Hij wordt ingesproken door Hank Azaria.
Comic Book Guy is de eigenaar van een stripboekwinkel genaamd The Android's Dungeon & Baseball Card Shop.

## Personage
Comic Book Guy is een dikke nerdachtige man, die het meest bekend is voor zijn sarcastische opmerkingen. Hij heeft een master in folklore en mythologie (hij vertaalde The Lord of the Rings in het Klingon voor zijn proefschrift). Hij is lid van de Springfieldse tak van de Mensa-organisatie, samen met Seymour Skinner, Dr. Hibbert, Lisa Simpson, Professor Frink en Lindsey Naegle. Zijn catchphrase is de verklaring "Worst. (zelfstandig naamwoord). Ever." ("Ergste. ... ooit!"), die hij vaak gebruikt met enige pauzes tussen de woorden. Meestal slaat deze catchphrase op een of andere televisie-aflevering, film of een ander populaire media-item dat hij gezien heeft.
Comic Book Guy is een sciencefictionfanaat. Hij heeft zelfs een autosticker waarop staat "My Other Car Is The Millennium Falcon," die hij heeft gekregen van een Harrison Ford lookalike. De nummerplaat op zijn AMC Gremlin is NCC-1701, het registratienummer van een van USS Enterprises. Hij bezit o.a. een foto van Sean Connery ondertekend door Roger Moore en een zeldzame Mary Worth.
De winkel van Comic Book Guy bevat een grote hoeveelheid illegale video’s, waaronder een van een dronken Fred Rogers, Alien Autopsie, Illegale Alien Autopsie, een topgeheime Amerikaanse strategie voor een nucleaire oorlog, een "goede versie" van The Godfather Part III, Kent Brockman die in zijn neus peutert en Ned Flanders in een politie-informantenvideo waarin hij beweert dat Homer een radioactieve aap in zijn huis heeft.
Comic Book Guy had ooit een relatie met Agnes, de moeder van Seymour Skinner. Chief Wiggum walgde er duidelijk van, toen hij en zijn agenten het koppel "op heterdaad" aantroffen. Later ging hij uit met Edna Krabappel. Comic Book Guy is sinds de aflevering Married to the Blob getrouwd met de Japanse Kumiko. Hij is ook een keer getrouwd in een online role-playing game.
Voor Comic Book Guy is zijn winkel zijn heiligdom. Hij heeft achter de toonbank een muur met foto’s van mensen die (om wat voor reden dan ook) permanent verbannen zijn uit zijn winkel. Sinds de aflevering I Am Furious Yellow hangt hier onder andere een foto van Stan Lee.

## Naam
Een running gag in de serie was dat Comic Book Guy’s naam niet werd onthuld. In mei 2002 interviewde Wizard Matt Groening, die hierin bekendmaakte de naam Louis Lane in gedachten te hebben voor het personage.
In de aflevering "Homer and Ned's Hail Mary Pass" uit 2005 werd het mysterie rondom Comic Book Guy’s echte naam opgelost toen hij nonchalant aan Ned Flanders vertelde dat zijn naam Jeff Albertson is. Volgens Al Jean werd dit expres gedaan om mensen boos te maken. De Super Bowl werd rond die tijd ook uitgezonden, dus er waren extra veel kijkers die het zouden zien. Op het internet verscheen ook al snel de vraag waarom de producers het personage een naam hadden gegeven, aangezien velen Comic Book Guy veel cooler vonden.